# Odin (Name)
Odin wird als Vor- und als Familienname verwendet.

## Herkunft
Odin (nordgermanische Namensform), auch Wodan (südgermanisch) oder Wotan (neuhochdeutsch), ist der Hauptgott in der nordischen und kontinentalgermanischen Mythologie. Die Namen sind seit dem 6. bzw. 8. Jahrhundert nachgewiesen.

## Namensträger

### Odin, Odín, Odinn und Odine als Vorname
- Odin Langen (1913–1976), US-amerikanischer Politiker
- Odin Thiago Holm (* 2003), norwegischer Fußballspieler
- Odin Waage (* 1995), norwegischer Schauspieler
- Odín Patiño (* 1983), mexikanischer Fußballspieler
- Odinn Thor Rikhardsson (* 1997), isländischer Handballspieler, siehe Óðinn Þór Ríkharðsson

Weibliche Form:
- Odine Johne (* 1987), deutsche Schauspielerin

### Odin, Odine und Odinius als Familienname
- Jean Marie Odin (1800–1870), französischer römisch-katholischer Ordensgeistlicher
- Karl-Alfred Odin (1922–1992), deutscher Theologe, Journalist und Publizist
- Louise Odin (1836–1909), Schweizer Lehrerin und Lexikografin
- Roger Odin (* 1939), französischer Medienwissenschaftler und Hochschullehrer
- Meryeta Odine (* 1997), kanadische Snowboarderin
- Gabrielle Odinis (* 1974), deutsche Schauspielerin litauischer Herkunft
- Lothar Odinius (* 1966), deutscher Opern- und Konzertsänger und Hochschullehrer